# 小笠原貞温
小笠原 貞温（おがさわら さだあつ）は、江戸時代中期から後期にかけての大名。豊前国小倉新田藩（千束藩）の第4代藩主。第3代藩主・小笠原貞顕の3男。

## 略歴
江戸にて誕生。天明2年（1782年）6月1日、10代将軍徳川家治に拝謁する。同年8月19日、父貞顕の隠居により家督を継いだ。同年12月16日、従五位下近江守に叙任する。天明5年9月、日光祭礼奉行を命じられる。寛政2年（1790年）6月17日、大番頭に就任する。寛政12年8月17日、奏者番に就任する。文化2年（1805年）12月22日、西の丸若年寄に就任する。文化9年（1812年）4月4日、本丸若年寄となる。
文政5年（1822年）2月15日、57歳で死去し、跡を長男・貞哲が継いだ。

## 系譜
- 父：小笠原貞顕（1734-1802）
- 母：鍋姫 - 小笠原長庸の娘
- 正室：十子 - 仙石政辰の娘
- 継室：伴 - 松平頼亮の娘
- 側室：美賀子 - 本田氏
  - 長男：小笠原貞哲（1802-1857）
- 生母不明の子女
  - 次男：小笠原啓吉